# イザベル・ド・ナヴァール (1395-1450)
イザベル・ド・ナヴァール （Isabelle de Navarre、1395年 - 1450年8月31日）は、ナバラ王女。カルロス3世と王妃レオノール・デ・トラスタマラの末娘。スペイン語名はイサベル・デ・ナバーラ（Isabel de Navarra）。

## 生涯
イザベルは、1414年頃、アラゴン王子フアン（のちのフアン2世）と婚約した。母レオノール王妃は娘の結婚のため金銭を用意した 。しかしフアンは王位に就くと、ナポリ女王ジョヴァンナ2世との結婚を望んで、イザベルとの婚約を破棄した。
イザベルは1419年5月10日にアルマニャック伯ジャン4世と結婚した。ジャン4世は最初の妃であるブランシュ・ド・ブルターニュと死別しての再婚であった。2人は5子を儲けた。

## 子女
- マリー（1420年頃 - 1473年） - アランソン公ジャン2世と結婚
- ジャン5世（1420年頃 -1473年） - アルマニャック伯
- エレオノール（1423年頃 - 1456年） - オラニエ公ルイ2世・ド・シャロン＝アルレ（fr）と結婚
- シャルル1世（1425年 - 1497年） - アルマニャック伯。カトリーヌ・ド・フォワ＝ケンダルと結婚
- イザベル（1433年 - 1475年） - カトル・ヴァレ領主